# Comuni del Mato Grosso do Sul

Lo Stato del Mato Grosso do Sul, in Brasile

Segue un elenco dei 78 comuni dello stato brasiliano del Mato Grosso do Sul (MS).
| #  | Comune                   | Microregione   | Mesoregione                        | Area (km²) | Popolazione | Densità |
| -- | ------------------------ | -------------- | ---------------------------------- | ---------- | ----------- | ------- |
| 1  | Alcinópolis              | Alto Taquari   | Centro-Norte de Mato Grosso do Sul | 4.399,676  | 4.299       | 0,98    |
| 2  | Amambai                  | Dourados       | Sudoeste de Mato Grosso do Sul     | 4.202,298  | 33.396      | 7,95    |
| 3  | Anastácio                | Aquidauana     | Pantanais Sul-Mato-Grossenses      | 2.949,206  | 22.382      | 7,59    |
| 4  | Anaurilândia             | Nova Andradina | Leste de Mato Grosso do Sul        | 3.395,540  | 8.380       | 2,47    |
| 5  | Angélica                 | Iguatemi       | Sudoeste de Mato Grosso do Sul     | 1.273,199  | 7.253       | 5,70    |
| 6  | Antônio João             | Dourados       | Sudoeste de Mato Grosso do Sul     | 1.143,750  | 8.318       | 7,27    |
| 7  | Aparecida do Taboado     | Paranaíba      | Leste de Mato Grosso do Sul        | 2.750,130  | 19.823      | 7,21    |
| 8  | Aquidauana               | Aquidauana     | Pantanais Sul-Mato-Grossenses      | 16.958,496 | 44.904      | 2,65    |
| 9  | Aral Moreira             | Dourados       | Sudoeste de Mato Grosso do Sul     | 1.656,185  | 9.224       | 5,57    |
| 10 | Bandeirantes             | Campo Grande   | Centro-Norte de Mato Grosso do Sul | 3.115,514  | 5.843       | 1,88    |
| 11 | Bataguassu               | Nova Andradina | Leste de Mato Grosso do Sul        | 2.416,718  | 18.679      | 7,73    |
| 12 | Batayporã                | Nova Andradina | Leste de Mato Grosso do Sul        | 1.828,214  | 10.559      | 5,78    |
| 13 | Bela Vista               | Bodoquena      | Sudoeste de Mato Grosso do Sul     | 4.895,543  | 22.912      | 4,68    |
| 14 | Bodoquena                | Bodoquena      | Sudoeste de Mato Grosso do Sul     | 2.507,244  | 8.201       | 3,27    |
| 15 | Bonito                   | Bodoquena      | Sudoeste de Mato Grosso do Sul     | 4.934,318  | 17.275      | 3,50    |
| 16 | Brasilândia              | Três Lagoas    | Leste de Mato Grosso do Sul        | 5.806,892  | 12.154      | 2,09    |
| 17 | Caarapó                  | Dourados       | Sudoeste de Mato Grosso do Sul     | 2.0891,71  | 22.705      | 10,87   |
| 18 | Camapuã                  | Alto Taquari   | Centro-Norte de Mato Grosso do Sul | 10.758,432 | 13.193      | 1,23    |
| 19 | Caracol                  | Bodoquena      | Sudoeste de Mato Grosso do Sul     | 2.938,675  | 5.095       | 1,73    |
| 20 | Cassilândia              | Cassilândia    | Leste de Mato Grosso do Sul        | 3.649,830  | 21.497      | 5,90    |
| 21 | Chapadão do Sul          | Cassilândia    | Leste de Mato Grosso do Sul        | 3.850,693  | 16.194      | 4,21    |
| 22 | Corguinho                | Campo Grande   | Centro-Norte de Mato Grosso do Sul | 2.640,814  | 4.176       | 1,58    |
| 23 | Coronel Sapucaia         | Iguatemi       | Sudoeste de Mato Grosso do Sul     | 1.028,898  | 13.912      | 13,52   |
| 24 | Corumbá                  | Baixo Pantanal | Pantanais Sul-Mato-Grossenses      | 64.960,863 | 96.343      | 1,48    |
| 25 | Costa Rica               | Cassilândia    | Leste de Mato Grosso do Sul        | 5.362,58   | 18.273      | 3,41    |
| 26 | Coxim                    | Alto Taquari   | Centro-Norte de Mato Grosso do Sul | 6.411,552  | 31.797      | 4,96    |
| 27 | Deodápolis               | Iguatemi       | Sudoeste de Mato Grosso do Sul     | 831,263    | 11.263      | 13,55   |
| 28 | Dois Irmãos do Buriti    | Aquidauana     | Pantanais Sul-Mato-Grossenses      | 2.344,611  | 9.336       | 3,98    |
| 29 | Douradina                | Dourados       | Sudoeste de Mato Grosso do Sul     | 280,689    | 4.900       | 17,46   |
| 30 | Dourados                 | Dourados       | Sudoeste de Mato Grosso do Sul     | 4.086,4    | 186.357     | 45,60   |
| 31 | Eldorado                 | Iguatemi       | Sudoeste de Mato Grosso do Sul     | 1.017,788  | 11.947      | 11,74   |
| 32 | Figueirão                | Alto Taquari   | Centro-Norte de Mato Grosso do Sul | 4.914,8    | 3.281       | 0,67    |
| 33 | Fátima do Sul            | Dourados       | Sudoeste de Mato Grosso do Sul     | 315,237    | 18.873      | 17,46   |
| 34 | Glória de Dourados       | Iguatemi       | Sudoeste de Mato Grosso do Sul     | 491,758    | 9.646       | 19,62   |
| 35 | Guia Lopes da Laguna     | Bodoquena      | Sudoeste de Mato Grosso do Sul     | 1.210,472  | 10.182      | 8,41    |
| 36 | Iguatemi                 | Iguatemi       | Sudoeste de Mato Grosso do Sul     | 2.946,677  | 14.624      | 4,96    |
| 37 | Inocência                | Paranaíba      | Leste de Mato Grosso do Sul        | 5.776,261  | 7.339       | 1,27    |
| 38 | Itaporã                  | Dourados       | Sudoeste de Mato Grosso do Sul     | 1.322,003  | 18.525      | 14,01   |
| 39 | Itaquiraí                | Iguatemi       | Sudoeste de Mato Grosso do Sul     | 2.063,876  | 16.919      | 8,20    |
| 40 | Ivinhema                 | Iguatemi       | Sudoeste de Mato Grosso do Sul     | 2.009,887  | 20.583      | 10,24   |
| 41 | Japorã                   | Iguatemi       | Sudoeste de Mato Grosso do Sul     | 419,804    | 7.362       | 17,54   |
| 42 | Jaraguari                | Campo Grande   | Centro-Norte de Mato Grosso do Sul | 2.913,000  | 5.657       | 1,94    |
| 43 | Jardim                   | Bodoquena      | Sudoeste de Mato Grosso do Sul     | 2.201,725  | 23.295      | 10,58   |
| 44 | Jateí                    | Iguatemi       | Sudoeste de Mato Grosso do Sul     | 1.927,966  | 3.808       | 1,98    |
| 45 | Juti                     | Dourados       | Sudoeste de Mato Grosso do Sul     | 1.584,599  | 5.358       | 3,38    |
| 46 | Ladário                  | Baixo Pantanal | Pantanais Sul-Mato-Grossenses      | 342,509    | 17.918      | 52,31   |
| 47 | Laguna Carapã            | Dourados       | Sudoeste de Mato Grosso do Sul     | 1.733,845  | 5.813       | 3,35    |
| 48 | Maracaju                 | Dourados       | Sudoeste de Mato Grosso do Sul     | 5.298,840  | 30.924      | 5,84    |
| 49 | Miranda                  | Aquidauana     | Pantanais Sul-Mato-Grossenses      | 5.478,627  | 23.026      | 5,84    |
| 50 | Mundo Novo               | Iguatemi       | Sudoeste de Mato Grosso do Sul     | 479,327    | 15.968      | 33,31   |
| 51 | Naviraí                  | Iguatemi       | Sudoeste de Mato Grosso do Sul     | 3.193,839  | 43.404      | 13,59   |
| 52 | Nioaque                  | Bodoquena      | Sudoeste de Mato Grosso do Sul     | 3.923,798  | 15.128      | 3,86    |
| 53 | Nova Alvorada do Sul     | Dourados       | Sudoeste de Mato Grosso do Sul     | 4.019,209  | 12.121      | 3,02    |
| 54 | Nova Andradina           | Nova Andradina | Leste de Mato Grosso do Sul        | 4.776,096  | 43.508      | 9,11    |
| 55 | Novo Horizonte do Sul    | Iguatemi       | Sudoeste de Mato Grosso do Sul     | 849,117    | 4.967       | 5,85    |
| 56 | Paranaíba                | Paranaíba      | Leste de Mato Grosso do Sul        | 5.402,778  | 38.692      | 7,16    |
| 57 | Paranhos                 | Iguatemi       | Sudoeste de Mato Grosso do Sul     | 1.302,138  | 11.101      | 8,53    |
| 58 | Pedro Gomes              | Alto Taquari   | Centro-Norte de Mato Grosso do Sul | 3.651,171  | 8.330       | 2,28    |
| 59 | Ponta Porã               | Dourados       | Sudoeste de Mato Grosso do Sul     | 5.328,621  | 72.206      | 13,55   |
| 60 | Porto Murtinho           | Baixo Pantanal | Pantanais Sul-Mato-Grossenses      | 17.734,925 | 14.828      | 0,84    |
| 61 | Ribas do Rio Pardo       | Três Lagoas    | Leste de Mato Grosso do Sul        | 17.308,718 | 19.101      | 1,10    |
| 62 | Rio Brilhante            | Dourados       | Sudoeste de Mato Grosso do Sul     | 3.987,529  | 26.560      | 6,66    |
| 63 | Rio Negro                | Campo Grande   | Centro-Norte de Mato Grosso do Sul | 1.807,665  | 4.957       | 2,74    |
| 64 | Rio Verde de Mato Grosso | Alto Taquari   | Centro-Norte de Mato Grosso do Sul | 8.151,975  | 18.586      | 2,28    |
| 65 | Rochedo                  | Campo Grande   | Centro-Norte de Mato Grosso do Sul | 1.560,647  | 4.327       | 2,77    |
| 66 | Santa Rita do Pardo      | Três Lagoas    | Leste de Mato Grosso do Sul        | 6.141,615  | 7.162       | 1,17    |
| 67 | Selvíria                 | Paranaíba      | Leste de Mato Grosso do Sul        | 3.258,653  | 6.343       | 1,95    |
| 68 | Sete Quedas              | Iguatemi       | Sudoeste de Mato Grosso do Sul     | 825,925    | 10.659      | 12,91   |
| 69 | Sidrolândia              | Campo Grande   | Centro-Norte de Mato Grosso do Sul | 5.286,490  | 38.139      | 7,21    |
| 70 | Sonora                   | Alto Taquari   | Centro-Norte de Mato Grosso do Sul | 4.075,437  | 12.754      | 3,13    |
| 71 | São Gabriel do Oeste     | Alto Taquari   | Centro-Norte de Mato Grosso do Sul | 3.864,859  | 21.052      | 5,45    |
| 72 | Tacuru                   | Iguatemi       | Sudoeste de Mato Grosso do Sul     | 1.785,315  | 9.271       | 5,19    |
| 73 | Taquarussu               | Nova Andradina | Leste de Mato Grosso do Sul        | 1.041,121  | 3.112       | 2,99    |
| 74 | Terenos                  | Campo Grande   | Centro-Norte de Mato Grosso do Sul | 2.841,240  | 14.391      | 5,07    |
| 75 | Três Lagoas              | Três Lagoas    | Leste de Mato Grosso do Sul        | 10.206     | 85.376      | 8,37    |
| 76 | Vicentina                | Dourados       | Sudoeste de Mato Grosso do Sul     | 310,216    | 5.610       | 18,08   |
| 77 | Água Clara               | Três Lagoas    | Leste de Mato Grosso do Sul        | 11.031     | 13.181      | 1,19    |
| 78 | Paraíso das Águas        | Cassilândia    | Leste de Mato Grosso do Sul        |            |             |         |